# Somatina plynusaria
Somatina plynusaria là một loài bướm đêm trong họ Geometridae.